# Salvagnac
Salvagnac – miejscowość i gmina we Francji, w regionie Oksytania, w departamencie Tarn.
Według danych na rok 1990 gminę zamieszkiwało 826 osób, a gęstość zaludnienia wynosiła 25 osób/km² (wśród 3020 gmin regionu Midi-Pireneje Salvagnac plasuje się na 399. miejscu pod względem liczby ludności, natomiast pod względem powierzchni na miejscu 247.).